# Women's National Basketball Association 2004
Women's National Basketball Association 2004 var den åttonde säsongen av den amerikanska proffsligan i basket för damer. Säsongen inleddes torsdagen den 20 maj och avslutades söndagen den 19 september 2004 efter 221 seriematcher. Lagen i Eastern Conference mötte varandra fyra gånger, två hemma och två borta, vilket gav totalt 20 omgångar, samt lagen från Western Conferencen två gånger, en hemma och en borta, vilket gav ytterligare 14 omgångar, totalt 34 matcher. Lagen i Western Conference möttes antingen tre eller fyra gånger, vilket gav 22 omgångar, samt lagen från Eastern Conference två gånger, en hemma och en borta, vilket gav ytterligare 12 omgångar, totalt 34 matcher. De fyra första lagen i varje Conference gick därefter till slutspel som spelades mellan den 24 september och 12 oktober. Seattle Storm blev mästare för första gången efter att ha besegrat Connecticut Sun med 2-1 i finalserien.
All Star-matchen spelades den 5 augusti i Radio City Music Hall, New York mellan USA:s OS-lag 2004 och en kombination av övriga WNBA-spelare. Det amerikanska OS-laget vann matchen med 74-58.

## Grundserien
Not: V = Vinster, F = Förluster, PCT = Vinstprocent
- Lag i GRÖN färg till slutspel.
- Lag i RÖD färg har spelat klart för säsongen.

| Lag                | V  | F  | PCT  |
| ------------------ | -- | -- | ---- |
| Connecticut Sun    | 18 | 16 | .529 |
| New York Liberty   | 18 | 16 | .529 |
| Detroit Shock      | 17 | 17 | .500 |
| Washington Mystics | 17 | 17 | .500 |
| Charlotte Sting    | 16 | 18 | .471 |
| Indiana Fever      | 15 | 19 | .441 |

| Lag                      | V  | F  | PCT  |
| ------------------------ | -- | -- | ---- |
| Los Angeles Sparks       | 25 | 9  | .735 |
| Seattle Storm            | 20 | 14 | .588 |
| Minnesota Lynx           | 18 | 16 | .529 |
| Sacramento Monarchs      | 18 | 16 | .529 |
| Phoenix Mercury          | 17 | 17 | .500 |
| Houston Comets           | 13 | 21 | .382 |
| San Antonio Silver Stars | 9  | 25 | .265 |

## Slutspelet
- De fyra bästa lagen från varje Conference gick till slutspelet.
- Alla slutspelsomgångar avgjordes i bäst av tre matcher.

|  | Conference Semifinal Bäst av 3 | Conference Semifinal Bäst av 3 | Conference Semifinal Bäst av 3 |          |    | Conference Final Bäst av 3 | Conference Final Bäst av 3 | Conference Final Bäst av 3 |  |  | WNBA Final Bäst av 3 | WNBA Final Bäst av 3 | WNBA Final Bäst av 3 |  |
|  |                                |                                |                                |          |    |                            |                            |                            |  |  |                      |                      |                      |  |
|  | E1                             | Connecticut                    | 2                              |          |    |                            |                            |                            |  |  |                      |                      |                      |  |
|  | E1                             | Connecticut                    | 2                              |          |    |                            |                            |                            |  |  |                      |                      |                      |  |
|  | E4                             | Washington                     | 1                              |          |    |                            |                            |                            |  |  |                      |                      |                      |  |
|  | E4                             | Washington                     | 1                              |          | E1 | Connecticut                | 2                          |                            |  |  |                      |                      |                      |  |
|  | Eastern Conference             |                                |                                |          | E1 | Connecticut                | 2                          |                            |  |  |                      |                      |                      |  |
|  |                                |                                | E2                             | New York | 0  |                            |                            |                            |  |  |                      |                      |                      |  |
|  | E2                             | New York                       | E2                             | New York | 0  | 2                          |                            |                            |  |  |                      |                      |                      |  |
|  | E2                             | New York                       |                                |          |    |                            |                            |                            |  |  |                      |                      |                      |  |
|  | E3                             | Detroit                        | 1                              |          |    |                            |                            |                            |  |  |                      |                      |                      |  |
|  | E3                             | Detroit                        | 1                              |          | E1 | Connecticut                | 1                          |                            |  |  |                      |                      |                      |  |
|  |                                |                                |                                |          |    |                            |                            |                            |  |  |                      |                      |                      |  |
|  |                                |                                | W2                             | Seattle  | 2  |                            |                            |                            |  |  |                      |                      |                      |  |
|  | W1                             | Los Angeles                    | W2                             | Seattle  | 2  | 1                          |                            |                            |  |  |                      |                      |                      |  |
|  | W1                             | Los Angeles                    |                                |          |    |                            |                            |                            |  |  |                      |                      |                      |  |
|  | W4                             | Sacramento                     | 2                              |          |    |                            |                            |                            |  |  |                      |                      |                      |  |
|  | W4                             | Sacramento                     | 2                              |          | W4 | Sacramento                 | 1                          |                            |  |  |                      |                      |                      |  |
|  | Western Conference             |                                |                                |          | W4 | Sacramento                 | 1                          |                            |  |  |                      |                      |                      |  |
|  |                                |                                | W2                             | Seattle  | 2  |                            |                            |                            |  |  |                      |                      |                      |  |
|  | W2                             | Seattle                        | W2                             | Seattle  | 2  | 2                          |                            |                            |  |  |                      |                      |                      |  |
|  | W2                             | Seattle                        |                                |          |    |                            |                            |                            |  |  |                      |                      |                      |  |
|  | W3                             | Minnesota                      | 0                              |          |    |                            |                            |                            |  |  |                      |                      |                      |  |

### WNBA-final
Seattle Storm vs Connecticut Sun
| Match   | Datum      | Hemmalag    | Bortalag    | Resultat |
| ------- | ---------- | ----------- | ----------- | -------- |
| Match 1 | 8 oktober  | Connecticut | Seattle     | 68 - 64  |
| Match 2 | 10 oktober | Seattle     | Connecticut | 67 - 65  |
| Match 3 | 12 oktober | Seattle     | Connecticut | 74 - 60  |

Seattle Storm vann finalserien med 2-1 i matcher